# Subprefeitura da Freguesia do Ó/Brasilândia
A Subprefeitura da Freguesia do Ó/Brasilândia é uma das 32 subprefeituras da cidade de São Paulo, sendo regida pela Lei nº 13.999 de 1º de agosto de 2002.
É composta por dois distritos: Freguesia do Ó e Brasilândia, que somados representam 31,5 km² e mais de 400 mil habitantes.
Sua sede localiza-se atualmente na Avenida João Marcelino Branco, no bairro de Vila dos Andrades, próxima à divisa entre os distritos de Cachoeirinha e Freguesia do Ó.

## Distrito da Freguesia do Ó
- IDH: 0,850 - elevado (50°)
- Área: 10,50 km²
- População: 142.327
- Principais bairros: Freguesia do Ó, Vila Albertina, Sitio Morro Grande, Brasilândia.
- Principais vias de acesso: Av. Nossa Senhora do Ó, Av. Itaberaba, Av. João Paulo I.

O distrito, que conta com um dos mais antigos bairros da região, ainda não possui estação de metro porém, no ano de 2015 foram iniciadas as construções da Estação Freguesia do Ó, parte da futura Linha 6-Laranja do metro que integrara diversas faculdades como UNIP, FGV, FMU, Mackenzie, PUC e FAAP. Por hora, a região conta com o ônibus, mini-vans e a estação Palmeiras/Barra Funda na proximidade. Ele tambem abrange uma importante parte cultural, como a Igreja Matriz, localizada no largo da Matriz, ela foi construída em memoria da antiga Igreja Matriz, que não existe mais, em razão de um incêndio. Aos arredores, a presença de muitos bares, pizzarias e restaurantes torna o largo atrativo e popular entre os moradores da região.

## Distrito da Brasilândia
- IDH: 0,769 - médio (84°)
- Área: 21 km²
- População: 264.918
- Principais Bairros: Brasilândia, Jardim Elisa Maria, Vila Penteado.
- Principais Vias de Acesso: Rua Parapuã, Av. Padre Orlando Garcia da Silveira, Av. João Paulo I.

Sítios e chácaras de cana de açúcar da década de 30 com o passar do tempo foram se transformando em núcleos residenciais, e o crescimento do barro e da população se tornou o atual bairro da Brasilândia. O nome veio do comerciante Brasílio Simões, que liderava a comunidade com tinha o objetivo de construir a Igreja de Santo Antônio no lugar de uma antiga capela.
A maior parte da comunidade  do atual bairro é formada principalmente por migrantes vindos de outras lugares do país, como o Nordeste. Muitas pessoas migraram para a zona norte do município de São Paulo em busca de oportunidades de trabalho.
Muitas famílias foram empregadas na empresa Vega-Sopave que se instalou na Brasilândia e ofereceu aos imigrantes casa e trabalho.